# Túnica albugínea do pênis
A túnica albugínea do pênis (também conhecido comumente como Cartilagem Peniana) é o envelope fibroso do corpo cavernoso. É formado por cerca de 5% de elastina, um tecido extensível que é essencialmente constituído dos aminoácidos glicina, valina, alanina e prolina. A maior parte do restante do tecido é colagénio, sendo é composto de lisina, prolina, glicina, alanina, e outros aminoácidos.
A túnica albugínea é diretamente responsável por manter uma ereção; o que é devido à fáscia de Buck, constrição da veia dorsal profunda do pênis, impedindo que o sangue saia dos vasos e, assim, sustentando o estado erétil.

O invólucro externo ou revestimento exterior do corpo esponjoso é formado, em parte, de fibras musculares , e uma camada do mesmo tecido que rodeia imediatamente o canal do uretra.

## Imagens

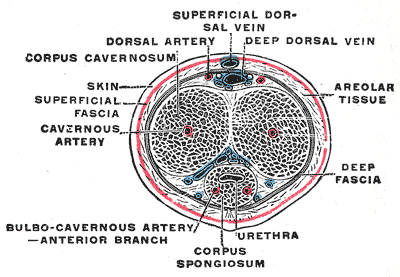
O pénis em corte transversal, que mostra os vasos sanguíneos.